# Ken McDonald (calciatore)
Ken McDonald (Kilwinning, 16 settembre 1945) è un ex calciatore scozzese, di ruolo difensore.

## Carriera
Dopo aver iniziato a giocare in patria, si trasferisce in Canada per militare nell'Hamilton Primos.
Nel 1968 viene ingaggiato dagli statunitensi del Detroit Cougars, per disputare la prima edizione della North American Soccer League. Con il club di Detroit ottiene il quarto ed ultimo posto della Lakes Division.
Terminata l'esperienza americana torna in patria per giocare nel Raith Rovers. Con i Rovers disputa due stagioni nella massima serie scozzese, retrocedendo in cadetteria al termine della Scottish Division One 1969-1970.
Si trasferisce poi in Australia, dove gioca per il Melbourne Hakoah.